# Lucas Norbert Gleixner von Rosenbrunn
Lucas Norbert Gleixner von Rosenbrunn (* 1569; † 17. März 1641) war Rat der Stadt Iglau und ein mährischer Zinngießer.

## Leben
Altösterreichisches Adelsgeschlecht. Lucas Norbert Gleixner entstammt einer Zinn- und Glockengießerfamilie. In der Stadt Iglau wurde der Name „Gleixner“ bereits 1373 erwähnt. Über seine Kindheit und Ausbildung ist wenig bekannt. Eine Zinnschale, eines seiner bedeutendsten Werke, war bis zum Zweiten Weltkrieg im Dresdner Kunstgewerbemuseum ausgestellt. Im Jahr 1637 wurde Lucas Norbert Gleixner, damals Rat der Stadt Iglau, in den Adelsstand erhoben. Sein Grabstein befindet sich in der St. Jakobskirche in Iglau.

## Werke (Auswahl)
- Iglau, St. Jakobus Major: Uhrglocke mit Reliefwappen der Stadt Iglau. Ornament und Texfries